# Jennifer Batu
Jennifer Batu Bawsita (* 24. Oktober 1993 in Montereau-Fault-Yonne) ist eine kongolesisch-französische Hammerwerferin.

## Sportliche Laufbahn
Erste internationale Erfahrungen sammelte Jennifer Batu bei den Afrikaspielen 2015 in Brazzaville, bei denen sie mit neuem Landesrekord von 62,13 m die Bronzemedaille hinter der Burkinerin Lætitia Bambara und Amy Sène aus dem Senegal gewann. Im Jahr darauf belegte sie bei den Afrikameisterschaften in Durban mit 60,00 m den sechsten Platz und 2017 wurde sie bei den Spielen der Frankophonie in Abidjan mit 62,79 m Vierte. 2018 verbesserte sie bei den Afrikameisterschaften in Asaba ihren Landesrekord auf 66,43 m und gewann damit die Bronzemedaille hinter der Marokkanerin Soukaina Zakkour und Temi Ogunrinde aus Nigeria. Im Jahr darauf wurde sie bei den Afrikaspielen in Rabat mit einer Weite von 54,04 m Elfte.